# Wild 2Nite
Wild 2Nite è un brano del 2005 del cantante reggae Shaggy che vede la partecipazione di Olivia. Il brano è il primo estratto dall'album "Clothes Drop" del 2005.

## Tracce
1. Wild 2nite 3:33
2. Wild 2nite (Birch Mix)  3:30
3. Wild 2nite (MK's Wild West Remix)  3:22
4. Shaggy - Ready Fi Di Ride 3:36
5. Wild 2nite (Video)

## Classifiche
| Chart (2005) | Peak position |
| ------------ | ------------- |
| Svizzera     | 26            |
| Paesi Bassi  | 59            |
| Finlandia    | 9             |
| Italia       | 41            |
| UK           | 76            |